# Encyrtoidea compressifemur
Encyrtoidea compressifemur är en stekelart som först beskrevs av Girault 1923.  Encyrtoidea compressifemur ingår i släktet Encyrtoidea och familjen sköldlussteklar. Inga underarter finns listade i Catalogue of Life.